# 291 av. J.-C.
Cette page concerne l'année 291 av. J.-C. du calendrier julien proleptique.

## Événements
- 26 mars (21 avril du calendrier romain) : début à Rome du consulat de Lucius Postumius Megellus (III) et Caius Iunius Bubulcus Brutus (I)[1]. Rome fonde la colonie latine de Venusia, qui contrôle le passage entre la Campanie et l’Apulie[2]. 20 000 colons y sont établis.

- Capitulation de  Thèbes, assiégée par Démétrios Poliorcète, vers la fin de l’année ou au début de 290 av. J.-C.[3].

## Décès
- Kōan, empereur légendaire du Japon.